# Isa Genzken
Isa Genzken, née le 27 novembre 1948 à Bad Oldesloe est une artiste allemande, qui vit et travaille à Berlin.

## Biographie
De 1969 à 1971, Isa Genzken étudie à la Hochschule für bildende Künste Hamburg ; puis à l’Université des arts de Berlin de 1971 à 1973, enfin à l’Académie publique des beaux-arts de Düsseldorf de 1973 à 1977.
En 1982, après avoir suivi ses cours à Düsseldorf, elle épouse le peintre Gerhard Richter. 
Elle remporte le prix international d’art (Donation faite par le SSK de Munich) en 2004 et le prix Wolfgang Hahn en 2002 (Musée Ludwig à Cologne).
Elle expose dans de nombreuses galeries et musées majeurs dont le palais des beaux-arts de Bruxelles, le Musée Haus Lange de Krefeld, P.S.1 à New York et la galerie d’art contemporain Hauser & Wirth, à Londres. Elle est représentée par Daniel Buchholz à Cologne, Hauser & Wirth, Zurich, Londres, et David Zwirner, à New York. Son approche du multimédia se traduit par l’utilisation de divers supports, y compris la sculpture, la photographie, des films, des vidéos, des œuvres sur papier et toile, des collages et des livres.
Le Museum of Modern Art de New-York (MoMA) lui consacre une rétrospective de novembre 2013 à mars 2014. Le Stedelijk Museum d'Amsterdam en fera autant de novembre 2015 à mars 2016.

## Œuvres

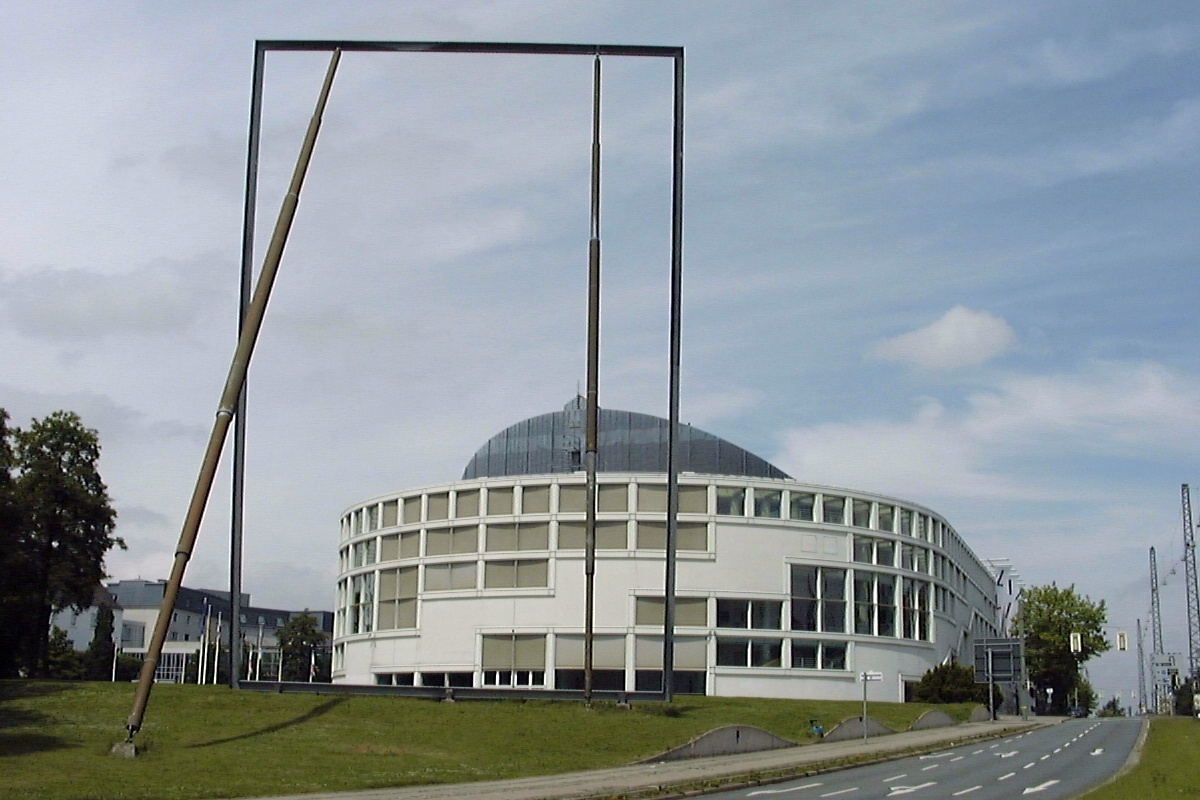
Sculpture monumentale d'Isa Genzken à la Bielefeld Stadthalle.

Les racines du travail de cette artiste sont ancrées dans le champ de la sculpture, mais l’artiste ne se limite pas du tout à ce médium. Elle réalisera tout au long de sa carrière, outre ses sculptures et ses installations, quelques livres d’artiste, photographies, vidéos, films, dessins et peintures, ce qui ne manquera pas de rendre son œuvre aventurière et imprévisible.
Les matériaux qu'Isa Genzken affectionne particulièrement sont le béton, le plâtre, le bois, la résine époxy, les échantillons de matériaux de construction, les objets résiduels de son quotidien, des photographies, et, plus tardivement, elle intégrera également le miroir dans ses matériaux de prédilection.
Genzken a fait grandir sa pratique avec le minimalisme en toile de fond. L’Allemagne est, aux moments forts de ce mouvement, en proie à une reconstruction par des multinationales intéressées et, rebutée, son regard se tourne alors vers la production américaine. Toutefois elle a toujours gardé un œil critique envers le minimalisme et n’adhère pas complètement au mouvement. Elle ne se verra d’ailleurs pas reconnue en tant que minimaliste. Son usage de la matière sera toujours plus élaboré : quand elle utilisera le béton, ce sera un béton irrégulier, et ses structures minimalistes comme ses colonnes, ses hyperboles ou ses projections architecturales seront toujours composées de différentes matières et couleurs. Sa réaction sera donc de chercher l’irrégularité et/ou la couleur là où on attendait la nudité et la sobriété plastique. Son travail induit un dialogue critique et ouvert avec l'architecture moderniste et la culture visuelle et matérielle contemporaine.
De par sa liberté exprimée par le choix de ses matériaux et média utilisés, on peut dire qu'Isa Genzken a contribué à l'élargissement du champ des possibles en ce qui concerne la sculpture postmoderniste, même lors des années 60 et 70 où la sculpture était souvent dépréciée. Malgré les caractéristiques plastiques et conceptuelles de son œuvre, répondant souvent au credo des minimalistes, et ses relations - notamment son lien d'amitié avec Lawrence Weiner -, Isa Genzken ne sera que très tardivement mise sous le feu des projecteurs.